# 烏魯比查
烏魯比查是玻利維亞的城鎮，位於該國東部，由聖克魯斯省負責管轄，距離首府聖克魯斯326公里，海拔高度220米，每年平均降雨量約1,150毫米，2010年人口3,895。
15°23′S 62°57′W / 15.383°S 62.950°W